# Революционный синдикализм
Революционный синдикализм (ревсиндикализм) (фр. syndicat — профсоюз, союз) — направление профсоюзной мысли, возникшее в конце девятнадцатого столетия.

## Возникновение
Революционный синдикализм как самостоятельное течение возник в восьмидесятые-девяностые годы девятнадцатого столетия во Франции. Его идеология была принята Всеобщей конфедерацией труда (ВКТ) Франции (образована в 1895 году) и Федерацией бирж труда (существовали с 1882 или 1886 года). В 1902 году они объединились, создав единую ВКТ.
Основные принципы революционного синдикализма были изложены в Амьенской хартии 1906 года, среди которых было и отрицание руководства политическими партиями.
При этом генезис революционного синдикализма уходит далеко в девятнадцатое столетие. С одной стороны, это тред-юнионистское движение в Англии в 1830-е годы и идеи Роберта Оуэна. С другой — дискуссии в Первом интернационале: Рудольф Рокер ссылается в своих работах на доклад бельгийца Юдина Хинса на Базельском конгрессе 1869 года (немецкий анархо-синдикалист не разделял ещё понятия революционного и анархистского синдикализма).
Революционный синдикализм имел наибольшее влияние во Франции и Соединенных Штатах. В 1900-е годы из него выкристализовывается анархо-синдикализм, вытеснивший идеи революционного синдикализма из профсоюзного движения практически во всём мире. В то же время созданное в 1905 году профсоюзное объединение Индустриальные рабочие мира вплоть до начала XXI века является революционно-синдикалистским, близко примыкающим к анархо-синдикализму.

## Направления
Различают два направления революционного синдикализма: собственно революционный синдикализм и марксистский революционный синдикализм. При этом марксистский вариант ревсиндикализма практически не был распространен как движение, оставаясь в первую очередь идеологическим течением. Революционный синдикализм в Италии, а также в меньшей мере во Франции и Испании трансформировался в национал-синдикализм.

## Основные представители

### Революционные синдикалисты
- Фернан Пеллутье
- Эмиль Пуже
- Эмиль Пато

### Революционные синдикалисты (марксисты)
- Жорж Сорель
- Юбер Лагардель
- Артуро Лабриола
- Даниель де Леон

## Российские синдикалисты
В дореволюционной России сторонниками синдикализма были известные деятели рабочего движения Георгий Гапон и Георгий Хрусталёв-Носарь. К синдикалистам относил себя также ученик анархо-социалиста В. А. Поссе А. С. Токарев, писавший под псевдонимами А. Недров и А. Бакурцев. Некоторые авторы относят к синдикалистам и самого Поссе.